# Iónský řád

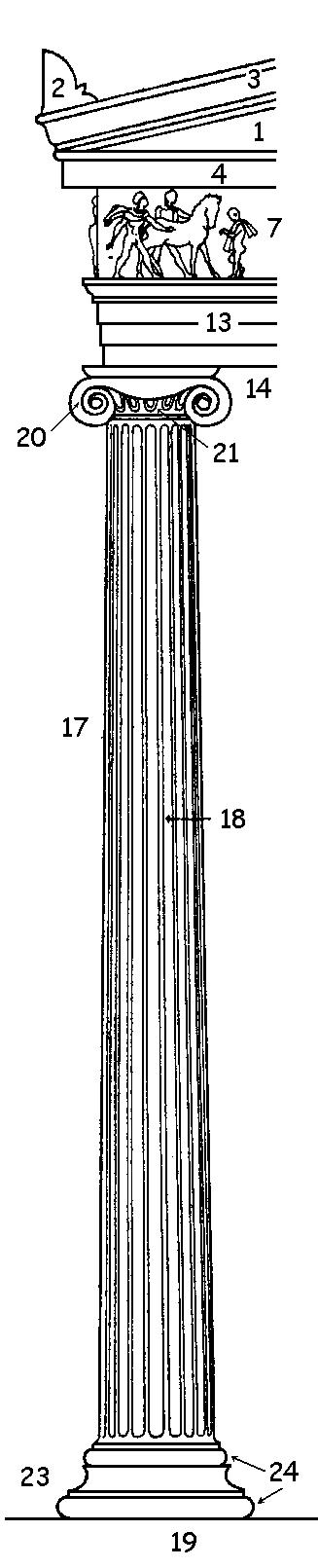
Architektonické součásti iónského řadu:
1 – tympanon, 2 – akrotérion, 3 – sima, 4 – římsa, 7 – vlys, 13 – třikrát odstupněný architráv, 14 – hlavice, 17 – dřík, 18 – kanelování, 19 – stylobat, 20 – voluta, 21 – echinus zdobený vejcovcem, 23 – patka, 24 – torus

Iónský sloh anebo iónský styl či iónský řád (v širším smyslu) byl jeden z architektonických stylů starověkého Řecka. Pojem iónský řád v užším smyslu označuje jen sloupový řád tohoto slohu, tedy ionský sloup.

## Vznik a vývoj
Vyhranil se pravděpodobně v maloasijské architektuře iónských řeckých osad. Je možno ho doložit už v 6. století př. n. l., ale až o století později se dostává na pevninu evropského Řecka.

## Charakteristika

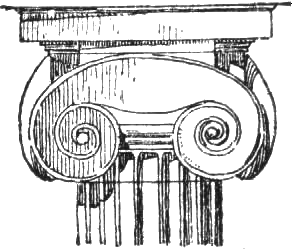
Detail iónské hlavice

Iónský sloup je štíhlejší, vyšší, řidčeji kanelovaný než sloup dórský. Na rozdíl od dórských sloupů počínají ionské patkou. Ukončeny jsou pak hlavicí s charakteristickými volutovými výběžky. Trámování tvoří třikrát odstupňovaný architráv, vlys je vyplněn zpravidla souvislým pásmem reliéfů a dekorativně utvářenou římsou. Pro iónský styl je příznačná zjemnělá vznešenost, odlehčenost, elegantnost, a proto se mu říkalo ženský, na rozdíl od dórského stylu, jenž byl označován za mužský.

## Důležité stavby
Mezi nejznámější stavby tohoto stylu patří Erechtheion, chrám Niké Apteros na athénské Akropoli a také Artemidin chrám v Efesu, označovaný za jeden ze sedmi divů světa.